# بیاوا (استان پودلاسکی)
بیاوا (به لهستانی:  Biała) یک روستا در لهستان است که در گمینا بیلسک پودلاسکی واقع شده‌است.